# Мякуноїдкові мухи
Мякуноїдкові мухи, сціомізиди (Sciomyzidae) — родина комах з підряду коротковусих двокрилих, поширених повсюдно. Включає понад 600 відомих видів. Личинки більшості видів — внутрішні паразитоїди молюсків, деякі хижі, і також поїдають молюсків.
Тіло тендітне або міцне, від дрібних (1,8 мм) до середнього розміру (1,1 см) мух. Забарвлені в блискучо чорні, матово-сірі чи брунатні кольори. Деякі види з металічно-синім забарвленням та жовтуватими чи червонястими ногами. Задні ноги подовжені.
Личинки витягнуті, передній кінець тіла загострений.
Є однією з найкраще вивчених родин двокрилих у сенсі способу життя. Станом на 2004 рік було описано розвиток до 200 видів, що представляють 38 родів, з 530 відомих тоді видів з 57 родів.
Родину розділяють на 2 підродини: Salticellinae і Sciomyzinae.
Найбільше видів виявлено в Голарктиці, що контрастує з іншими родинами мух, найбільше різноманітними в тропічній зоні. Зокрема в Польщі виявлено 72 види мякуноїдкових мух. У Неарктичній області описано майже 200 видів. При цьому в усій Неотропічній області відомо лише 85 видів